# Городня (приток Сожа)
Городня — речка в Хиславичском районе Смоленской области, правый приток Сожа. Длина 13 километров. Площадь водосбора 45 км².
Начинается возле деревни Большие Хутора Хиславичского района. Далее течёт в общем направлении на юго-восток по малолесной местности.
Протекает через деревни Колесники, Городок, Клюкино и впадает в Сож напротив деревни Суздалевка.
В Городню впадает несколько безымянных ручьёв.